# 迪氏鬚蟾鰧
迪氏鬚蟾鰧為輻鰭魚綱鱸形目南極魚亞目阿氏龍鰧科的其中一種，分布於南冰洋南設得蘭群島海域，棲息深度884-915公尺，體長可達6.7公分，為底棲性魚類，屬肉食性，生活習性不明。

## 擴展閱讀
維基物種上的相關：迪氏鬚蟾鰧